# Marie Skuhrovcová
Marie Skuhrovcová (15. července 1908 Plzeň – 10. prosince 1979 Plzeň) byla česká a československá učitelka, politička a poválečná poslankyně Prozatímního Národního shromáždění za Československou stranu lidovou.

## Biografie
Po studiu na státním ženském učitelském ústavu v Plzni, kde roku 1927 maturovala, učila nejprve v Praze a od roku 1934 v Plzni. Byla aktivní v řadě spolků a organizací (Junák, pěvecké sdružení učitelek z Plzeňska). V letech 1928-1935 zastávala funkci předsedkyně dívčí sekce Ústředí katolického studentstva Republiky Československé v Praze.
V letech 1945–1946 byla poslankyní Prozatímního Národního shromáždění za ČSL. Setrvala zde až do parlamentních voleb v roce 1946.
V květnových volbách roku 1946 již nebyla zvolena a poté se zcela stáhla z veřejného a politického života.